# أندي فورتادو
أندي فورتادو ديكسون (بالإسبانية: Andy Furtado)‏ (مواليد 3 يناير 1980 في كوستاريكا) لاعب كرة قدم كوستاريكي دولي يجيد اللعب في خط الهجوم . يلعب حاليا لصالح نادي ماراثون الهندوراسي منذ 2009 .

## روابط خارجية
- أندي فورتادو على موقع الاتحاد الدولي (مؤرشف)  (الإنجليزية)
- أندي فورتادو على موقع قاعدة بيانات كرة القدم.إي يو (الإنجليزية)
- أندي فورتادو على موقع ناشيونال فوتبول تيمز (الإنجليزية)
- أندي فورتادو على موقع Soccerway.com (الإنجليزية)
- أندي فورتادو على موقع عالم كرة القدم.نت (الإنجليزية)
- أندي فورتادو على موقع كووورة